# Хидон, Топпер
Николас Хидон, прозвище «Топпер» (англ. Nicholas Bowen "Topper" Headon; род. 30 мая 1955) — английский барабанщик, известный прежде всего как участник рок-группы The Clash (1977—1982). С 1982 года работает сольно. В 1985 году вышел единственный альбом Хидона Waking Up.
Свое прозвище он получил из-за сходства с обезьяной Микки из комикса «Топпер». Топпер считается одним из лучших ударников 1970-80 гг.; продюсер Сэнди Перлман сравнил его с драм-машиной за его безупречное чувство ритма и мастерство игры.

## Биография
Детство Хидона прошло в деревне Крокенхилл, на северо-западе графства Кент. Затем поступил в гимназию для мальчиков в Дувре. Играть на барабанах начал в раннем возрасте; под впечатлением от игры Билли Кобэма, оказавшего на него сильное влияние, стал поклонником джаза.  В 1973 году Хидон присоединился к прогрессивной рок-группе Mirkwood, с которой он выступал в течение полутора лет, играя на разогреве у таких известных групп, как Supertramp.

## Карьера вThe Clash
В 1977 году Хидон присоединился к группе The Clash с целью создать себе репутацию барабанщика, прежде чем перейти к другим проектам, но вскоре осознал весь потенциал группы и оставался с ней четыре с половиной года, записав в составе группы следующие альбомы: Give ’Em Enough Rope (1978), The Clash (1979 US version), London Calling (1979), Sandinista! (1980) и Combat Rock (1982). Также следует отметить его ведущий вокал в песне «Ivan Meets G. I. Joe» из Sandinista! и его работу над успешным синглом «Rock The Casbah» из Combat Rock, для которого Хидон сочинил большую часть музыки и играл на барабанах, фортепиано и бас-гитаре. Он также появился на Super Black Market Clash (1993), который включал в себя би-сайды из синглов группы.

## Особенности барабанного стиля
Как барабанщик, Хидон часто использовал свой особый стиль, в котором основной упор делался на простой ритм бас-барабана вверх-вниз, подчеркнутый закрытым хай-хэтом. Такой прием можно услышать в песнях «Clampdown», «Train in Vain» и «Lost in the Supermarket». О его барабанной дроби на «Train in Vain» отзывались как об одном из самых важных и самобытных битов в рок-музыке. Скотт Кенемор из PopMatters отмечал, что «его вклад в музыку был огромен, а стиль игры на барабанах для многих других музыкантов до сих пор остается нераскрытым сокровищем».